# Pascale Martin
Pour les articles homonymes, voir Martin.
Pascale Martin, née le 24 août 1961 à Dieppe, est une femme politique française.
Elle est élue députée de la première circonscription de Dordogne en 2022.

## Biographie
Pascale Martin est née à Dieppe, en Seine-Maritime. Elle a ensuite vécu en région parisienne, où elle a passé toute sa vie active.  
À 18 ans, elle intègre la RATP comme cheffe de station ("je vendais des billets") puis est promue par concours internes .  
Elle reprend des études à 38 ans à l'université Rennes-II, réalise un master de sociologie et obtient un diplôme de « hautes études en pratiques sociales ».   
Désormais sociologue, elle rentre en région parisienne et réintègre la RATP où elle est en charge du développement territorial en Seine-Saint-Denis.   
Elle déménage avec son époux à Ribérac en Dordogne, où elle acquiert une maison, en 2005, quitte son emploi à la RATP et devient correspondante pour le journal départemental Dordogne libre. Elle s'investit également dans différentes activités associatives.  

### Engagements
En 2011, elle a été élue présidente départementale de l'association Femmes Solidaires. À ce titre, elle a également été membre du collectif national de l'association. Son mandat prenait fin en 2023.

## Parcours politique
Elle est suppléante de Jean-Paul Salon (FG) dans la 3e circonscription de la Dordogne lors des élections législatives de 2012.
En 2015, elle se présente dans le canton de Ribérac sous l'étiquette Front de Gauche lors des élections départementales.
En 2021, elle est tête de liste départementale pour La France insoumise lors des élections régionales en Nouvelle-Aquitaine.
Elle est investie par la NUPES lors des élections législatives de 2022 ; elle obtient 51,85 % des suffrages au second tour, face à Philippe Chassaing, député sortant issu de La République en marche,. Elle est la première femme élue députée sur cette circonscription.
Se représentant lors des élections législatives de 2024, elle est battue par 91 voix d'écart au second tour par Nadine Lechon (RN).